# وائو دجس
وائو دجس (به لاتین: Vau i Dejës) یک سکونتگاه مسکونی در آلبانی است که در استان اشکودر واقع شده‌است.

## خصوصیات
وائو دجس ۳۱ کیلومترمربع مساحت و ۱۲٬۳۱۲ نفر جمعیت دارد و ۲۵ متر بالاتر از سطح دریا واقع شده‌است.